# The Monks (Amerikaanse band)
The Monks waren een Amerikaanse garagerockband. De band werd in 1964 als de 5 Torquays opgericht in Gelnhausen in West-Duitsland door Amerikaanse soldaten die daar gestationeerd waren.
De band conformeerde zich niet aan de tradities van beatmuziek uit die tijd en koos voor een experimentele benadering. Hierdoor groeiden The Monks uit tot pioniers van avant-gardemuziek. De liedteksten waren maatschappijkritisch; de nummers gingen over de Vietnamoorlog en de staat waarin de maatschappij verkeerde, waarmee ze een voorschot namen op de anti-establishment van de punk in de jaren 1970 en 1980. Hun experimentele aard werd nog eens benadrukt door de wijze waarop de bandleden optraden, gekleed als monniken wat in die tijd als controversieel werd gezien.
In 1966 brachten ze hun debuut- en enige studioalbum Black monk time uit. Met het album belandde de band in Rolling Stone's lijst van 40 greatest one album wonders.

## Discografie

### Studioalbum
- Black monk time, 1966

### Ep
- Hamburg recordings 1967, 2017

### Singles
- There she walks / Boys are boys, 1964
- Complication / Oh, how to do now, 1966
- Cuckoo / I can't get over you, 1966
- Love can tame the wild / He went down to the sea, 1967
- Pretty Suzanne / Monk time, 2009